# Église Saint-Martin de Chicheboville
L'église Saint-Martin de Chicheboville est une église catholique située à Chicheboville, en France.

## Localisation
L'église est située dans le département français du Calvados, sur la commune de Chicheboville.

## Historique
L'édifice actuel date en majeure partie du XIXe. Exception notable, la tour a été conservée et semble datable du XVe selon Arcisse de Caumont.

## Description
La tour, qui auparavant était centrale, occupe désormais l'extrémité de l'édifice. Un modillon d'un édifice antérieur a été conservé sur la corniche de la nef.

## Galerie

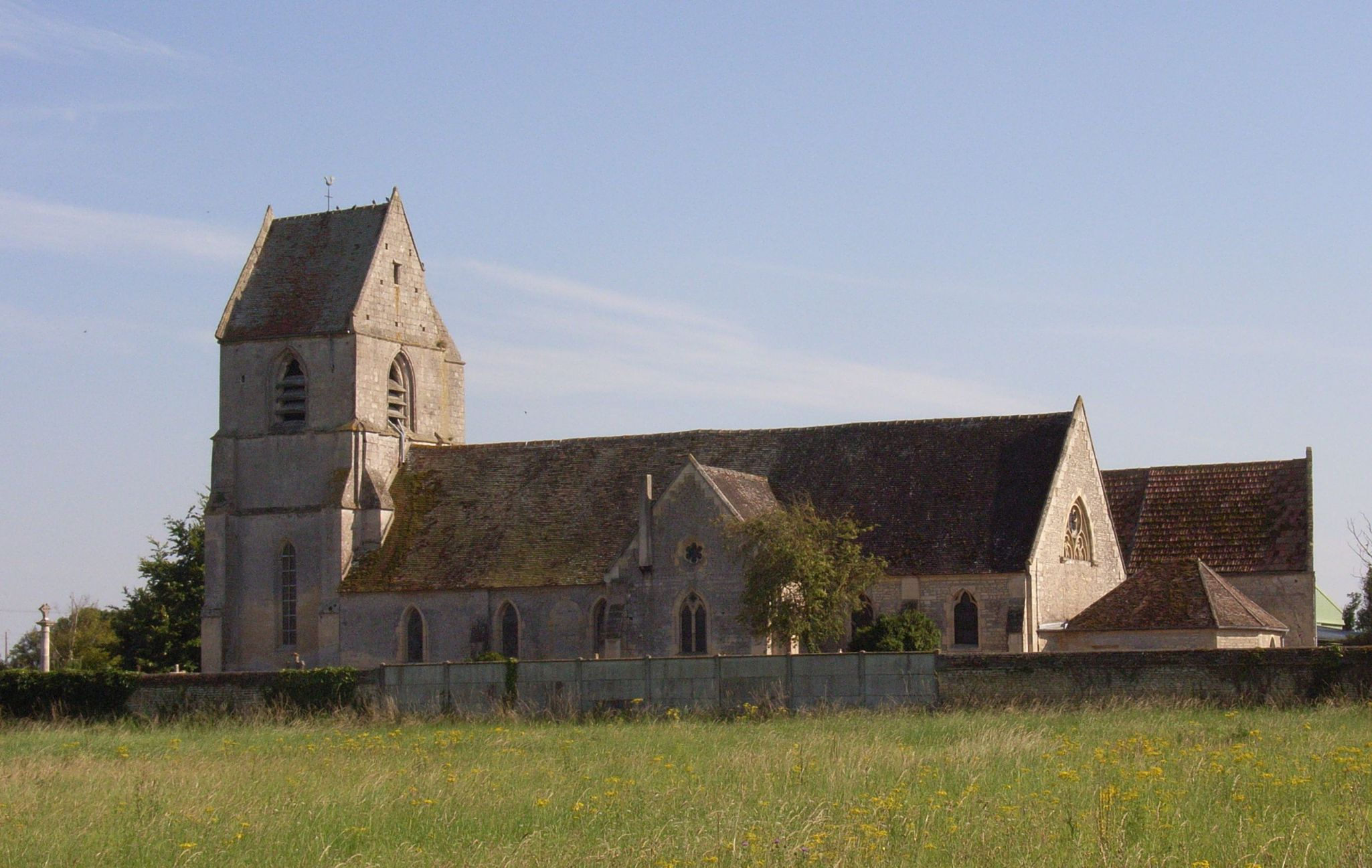
Autre vue extérieure.